# Щербань Олена Василівна
Щерба́нь Оле́на Васи́лівна (*27 червня 1980) — український керамолог, етнолог, етнограф, краєзнавець, історик, доктор історичних наук (етнологія), старша наукова співробітниця Інституту народознавства НАН України, майстер української традиційної ляльки-мотанки, популяризатор українського традиційного мистецтва, голова Опішнянського осередку майстрів народної творчості.

## Життєпис
Народилася 27 червня 1980 року в смт Мала Данилівка Харківської області. Нині мешкає в селищі Опішня на Полтавщині.
2002 року закінчила історичний факультет Полтавського державного педагогічного університету імені Володимира Короленка за спеціальністю «Педагогіка і методика середньої освіти. Історія та основи економіки».
Працювала вчителькою історії та економіки в Державній спеціалізованій художній школі-інтернаті І-ІІІ ступенів «Колегіум мистецтв у Опішному».
2007 року закінчила аспірантуру Інституту народознавства НАН України за спеціальністю «Етнологія».
У 2006–2010 роках була депутаткою Опішнянської селищної ради.
У 2016–2018 роках — докторант Харківської державної академії культури, старший викладач кафедри історії України та всесвітньої історії (2016–2017), кафедри музеєзнавства та пам'яткознавства (2017–2019). Тема докторської дисертації — «Еволюція традицій використання глиняного посуду в народній культурі харчування українців Наддніпрянщини другої половини ХІХ – початок ХХІ століття» (науковий консультант — професор Павлюк Степан Петрович).

## Наукова діяльність
Здійснила керамологічні експедиції на Полтавщині, Івано-Франківщині, Черкащині, Київщині. [джерело?]
У 2008 році за дослідження «Весільний обряд села Велика Павлівка», написане у співавторстві з Ганною Ярехою стала наймолодшою лауреаткою конкурсу імені Василя Скуратівського.
Авторка понад 150 публікацій з етнопедагогіки, діяльності гончарних навчальних закладів Опішні, весільного обряду Полтавщини, історії Опішні. Серед них:
- «Навчання гончарству в Опішному в кінці XIX-ХХ століттях», 2003 рік;
- «Опішнянська школа майстрів художньої кераміки (1936—1941)», 2009 рік;
- «Весільний обряд села Тарасівка (1959-1960-х років, Полтавщина, Україна)», 2008 рік;
- «Іван Мазепа і Опішне», 2008 рік.

Взяла участь у понад 60 наукових конференціях, семінарах, симпозіумах:
- 2007–2008 роки — проєкт «Гончарство Опішного в іменах його майстрів».
- 2008 рік — кураторка Міжнародного наукового керамологічного симпозіуму «Гончарне шкільництво на глобалізаційному роздоріжжі: нереалізовані можливості й перспективи розвитку».
- 2009 рік — кураторка Міжнародного мистецького фестивалю-ярмарку «Гончарний Всесвіт в Україні-2009».

2011 року разом з чоловіком, науковцем Анатолієм Щербанем, випустила книгу «Нариси з історії Опішного козацької доби». Видання є дослідженням історії Опішні козацької доби (XVII—XVIII століть). Зібрано й систематизовано факти, подано авторські міркування й висновки про походження топоніма, споруди й планування міста, про один з найпотужніших селітроварницьких промислів Російської Імперії, що діяв у містечку, про місто як найвідоміший осередок садівництва.

## Творча діяльність

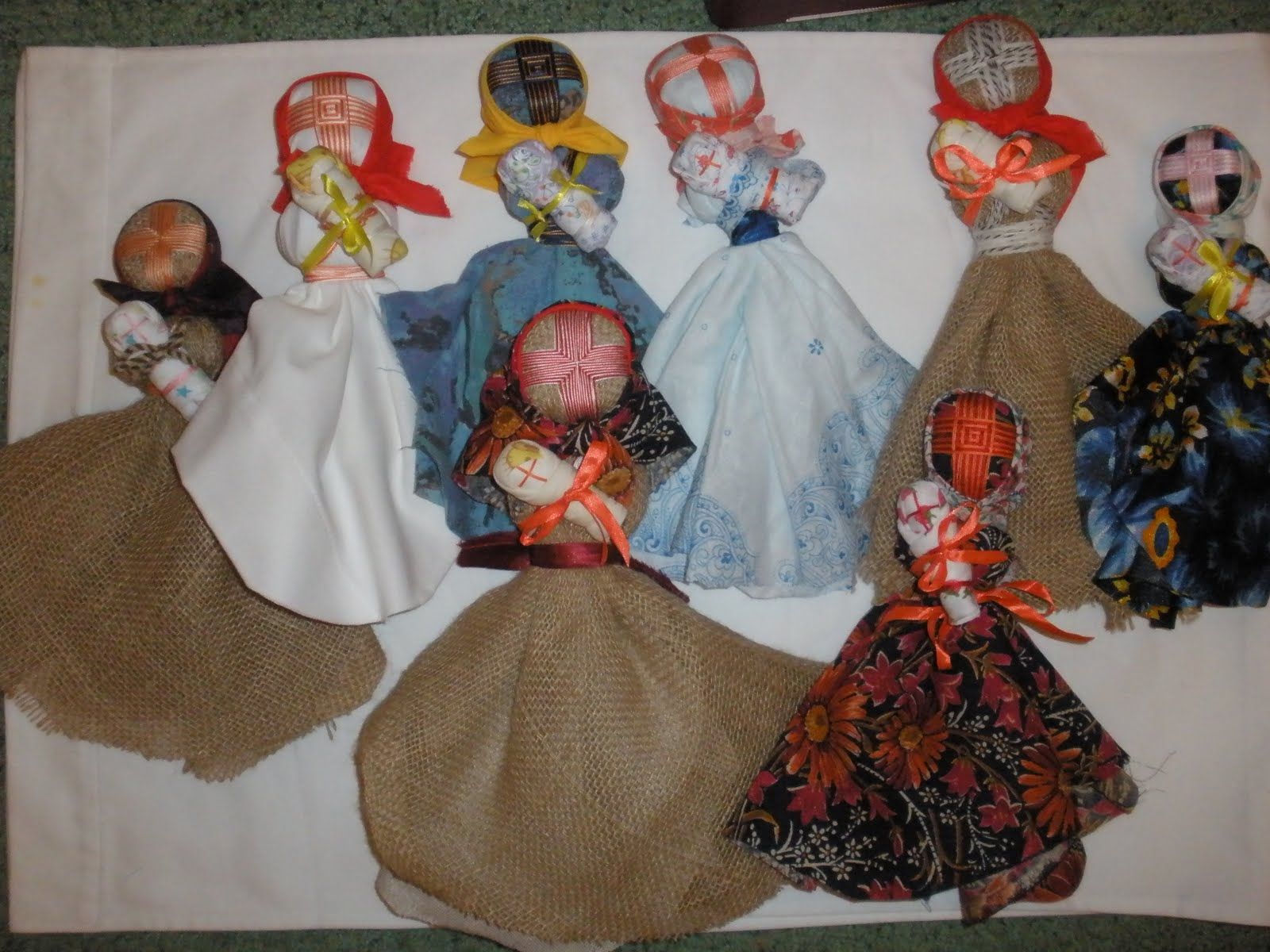
Ляльки-мотанки, виконані Оленою Щербань

2008 р. самостійно виготовляє ляльки-мотанки.
Власниця салону-студії «Лялина світлиця» в Опішні. У ній можна придбати вироби Щербань, а також пройти майстер-класи із виготовлення традиційної української ляльки-мотанки з тканини за архаїчною технологією, приготування традиційних різдвяних, великодніх пряників та борщу.
У 2020 році Олена Щербань відкрила в Опішні «Музей звареного борщу» та «Музей живого хліба».
Вироби Олени Щербань зберігаються як в Україні — Державному музеї іграшки (Київ), Національному Музеї народної архітектури та побуту України (Київ) — так і закордоном: у провінції Шандунь, Мінську, Флориді, Сан-Дієго, Венесуелі, Вільнюсі, Санкт-Петербурзькому музеї іграшки, Художньо-педагогічному музеї іграшки (м. Сергієв Посад) тощо.

### Виставки
2008 рік:
- Персональна виставка у Державній спеціалізованій художній школі-інтернаті І-ІІІ ступенів «Колегіум мистецтв у Опішному».

2009 рік:
- Музей-садиба Івана Котляревського (Полтава);
- Всеукраїнська виставка творів народного мистецтва (Київ);
- фестиваль-ярмарок «Співочі тераси» (Харківщина).
- Музей звареного борщу (2020)

- Організаторка Олена Щербань розповідає про фестиваль

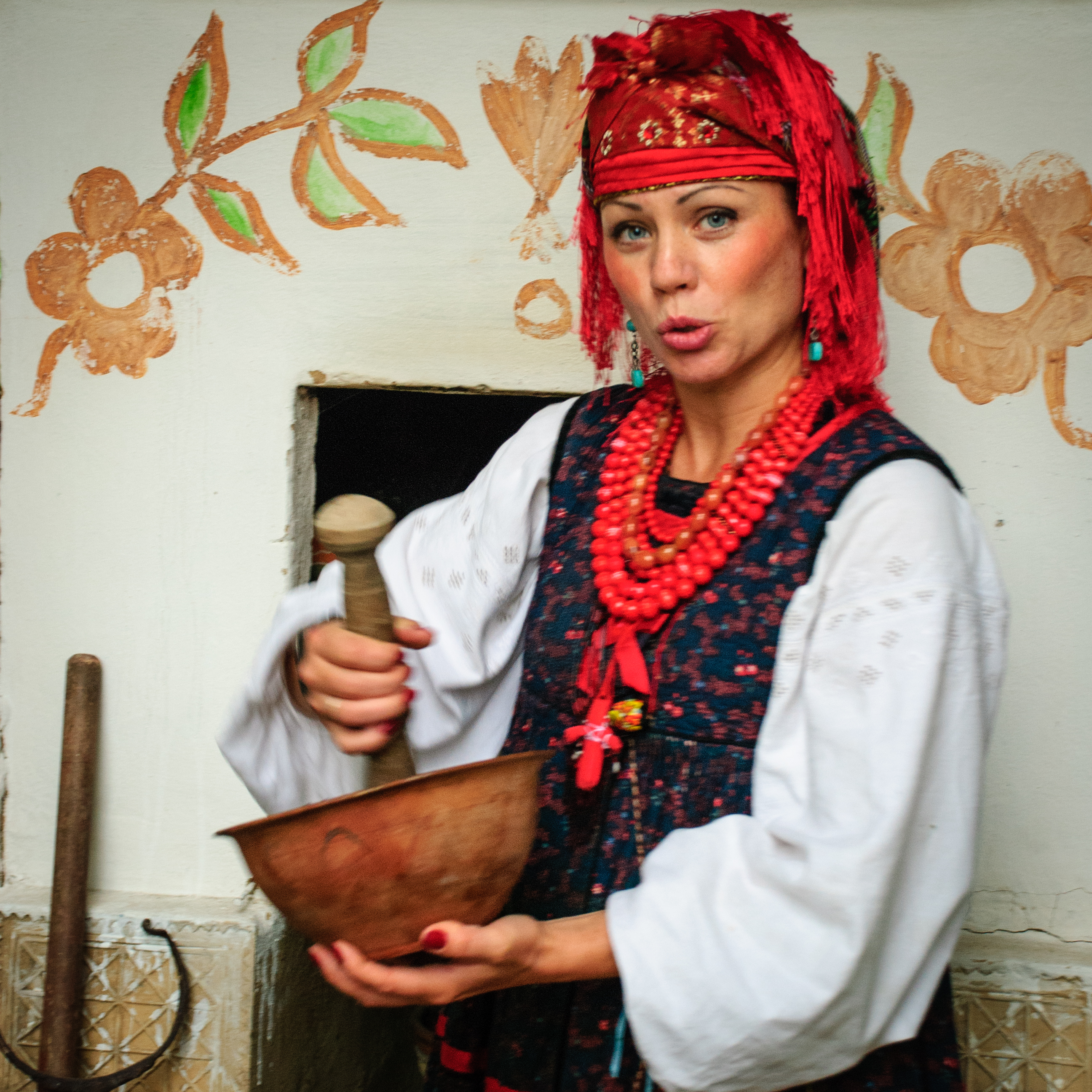
Біля печі
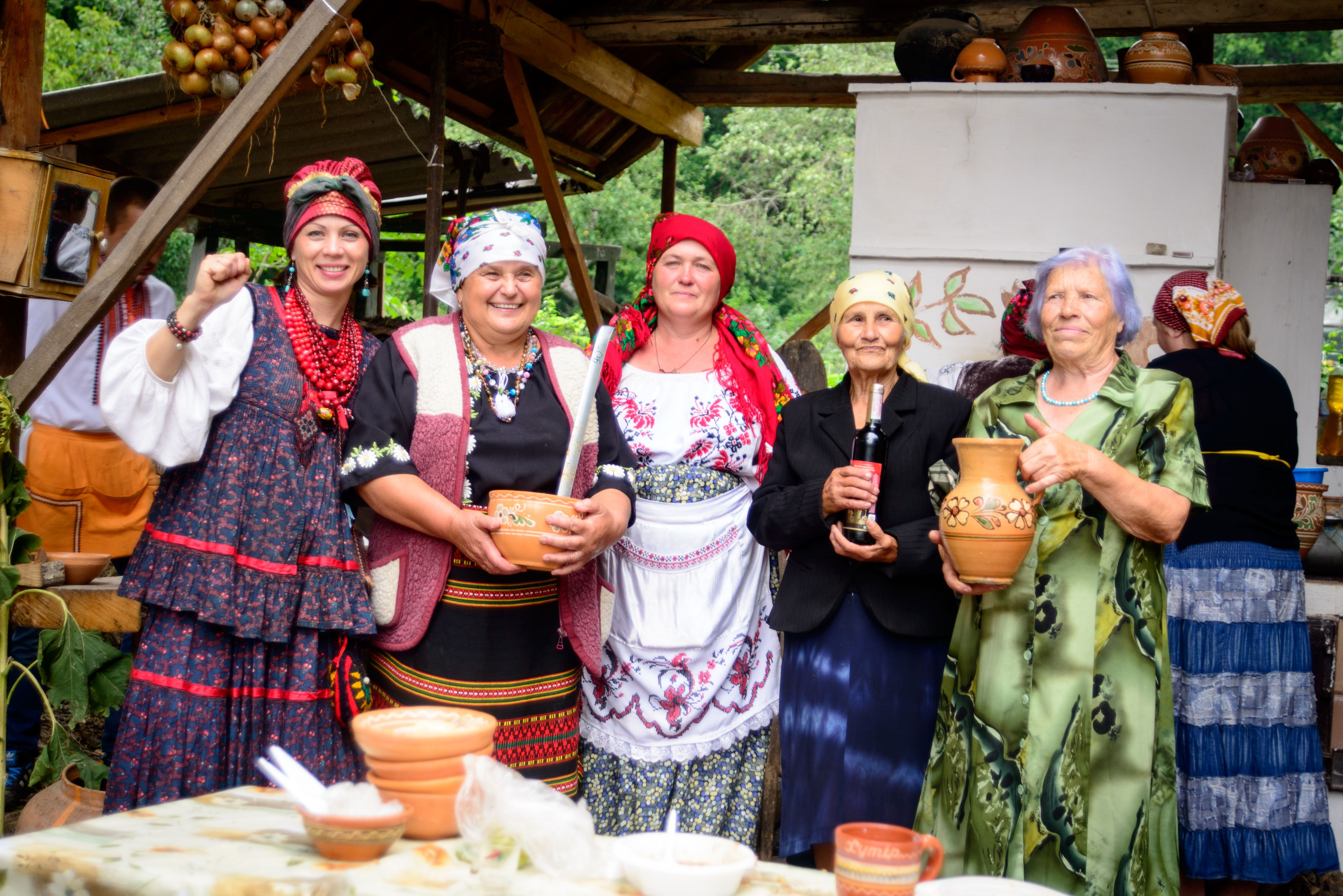
З учасницями фесту Борщик у глиняному горщику
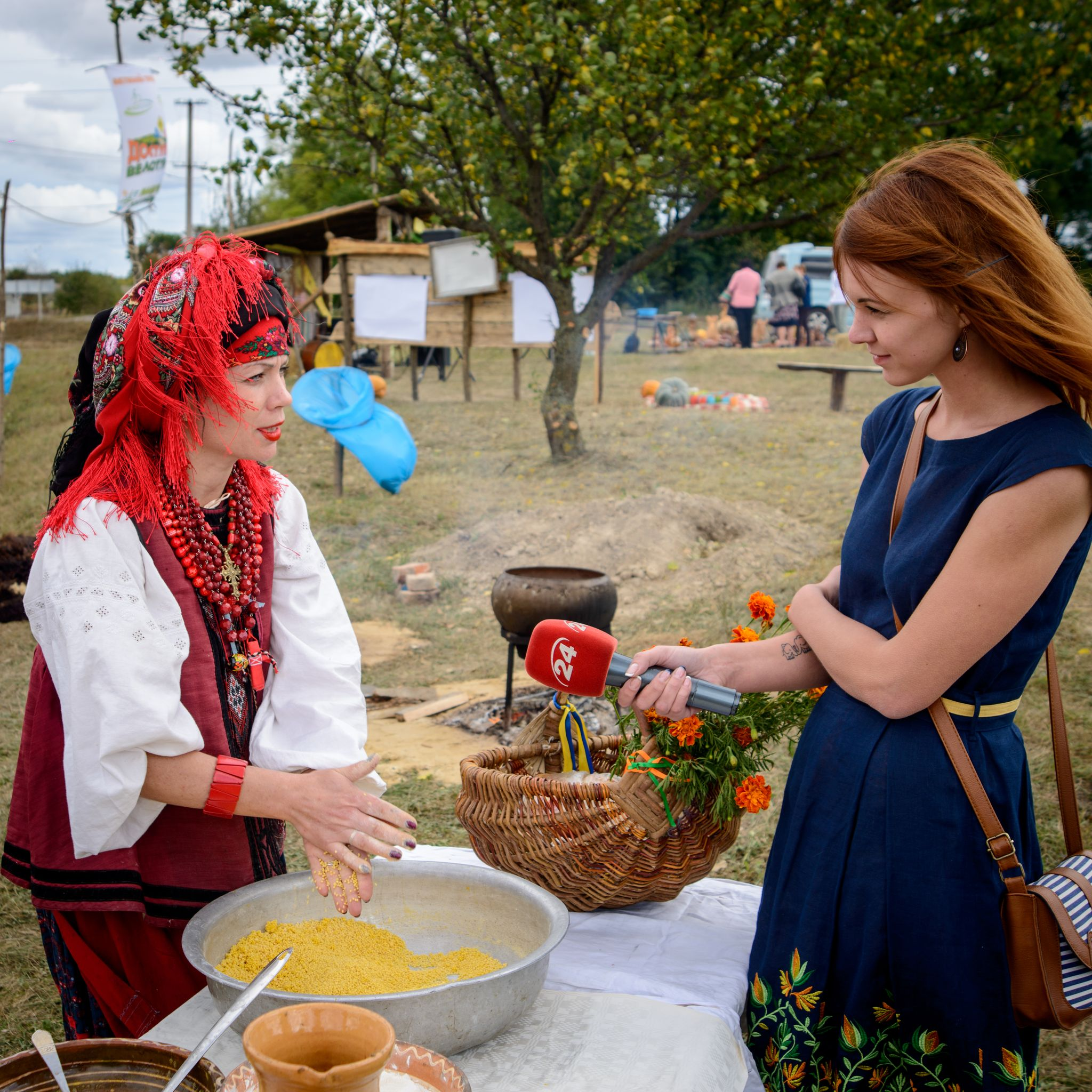

- Олена Щербань розповідає про маковія і шулики
- Готування качаної каші